# Акбердинский сельсовет
Акбердинский сельсовет — муниципальное образование в Иглинском районе Башкортостана.

## История
Согласно «Закону о границах, статусе и административных центрах муниципальных образований в Республике Башкортостан» имеет статус сельского поселения.

## Население
| 2002  | 2009  | 2010  | 2012  | 2013  | 2014  | 2015  |
| ----- | ----- | ----- | ----- | ----- | ----- | ----- |
| 1515  | ↗2248 | ↘1770 | ↗1787 | ↗1863 | ↗2030 | ↗2346 |
| 2016  | 2017  | 2018  |       |       |       |       |
| ↗2687 | ↗2964 | ↗3221 |       |       |       |       |

## Состав сельского поселения
| № | Населённый пункт | Тип населённого пункта       | Население |
| - | ---------------- | ---------------------------- | --------- |
| 1 | Акбердино        | село, административный центр | ↗5239     |
| 2 | Карамалы         | село                         | ↘381      |
| 3 | Урунда           | деревня                      | ↘192      |
| 4 | Шипово           | деревня                      | ↘73       |
| 5 | Белорецк         | деревня                      | →46       |
| 6 | Блохино          | деревня                      | ↘41       |
| 7 | Резвово          | деревня                      | ↗28       |

## Археология
Около деревни Шипово находится Шиповский археологический комплекс (VI век до н. э. — IV век н. э.). Шиповское городище (IV век до н. э. — III век н. э.) относится к караабызской (кара-абызской) культуре. Шиповский могильник состоит из трёх частей. Три захоронения, датирующиеся VI—V веками до н. э., относятся к ананьинской культуре. 12 погребений относятся к раннемусульманским погребальным памятникам, возможно, чияликской культуры (XIII—XIV века).